# Alsang
Alsang (fra norsk og svensk) er en betegnelse for fællessang, der særligt bruges i forbindelse med den række af fællessangsstævner, der fandt sted de første år af den tyske besættelse af Danmark 1940 til 1945. 
Alsangen som fænomen begyndte i Nordjylland i juli 1940 og kulminerede 1. september 1940, hvor flere hundrede tusinde mennesker deltog i alsangsstævner over hele landet.
På stævnerne blev der sunget fædrelandssange og gav dermed udtryk for sammenhold og nationalfølelse. Det var blandt andet sangene I Danmark er jeg født, Den danske sang, Jeg elsker de grønne lunde, Jeg bærer med smil min byrde, Se det summer af sol, Jeg er havren og Vort modersmål er dejligt. 

## Alsangens begyndelse
Det første alsangsstævne fandt sted i Aalborg  4. juli 1940.
Idéen om alsang stammede fra Norge og Sverige, hvor man allerede inden besættelsen havde arrangeret sangaftener med sangkor, der ledte an i sang for en større menneskemængde.
Ved det første arrangement i Aalborg var der ca. 1500 deltagere. Hen over sommeren blev der afholdt flere stævner, som skønsmæssigt voksede til 10.000 deltagere. 
Formålet med dem danske alsang var at få de deltagende til at synge kendte danske fædrelandssange og derigennem udtrykke deres nationale følelser. Derfor blev stævnerne som oftest sluttet af med nationalmelodien Der er et yndigt land.

## Alsangs udbredelse i Danmark
På grund af radiotransmission og avisernes omtale af arrangementerne bredte alsang sig til resten af landet. 
Den 14. august 1940 afholdtes der alsangsstævne i Fælledparken i København med 80.000 deltagere. Det blev en stor succes og tiltrak for alvor pressens opmærksomhed. Der blev lagt vægt på alsangens evne til at samle befolkningen på tværs af alder og samfundslag. Herfra var der således ikke langt til idéen om at samle nationen i landsdækkende alsang.
Det landsdækkende alsangsstævne blev afholdt den 1. september 1940. Hovedstævnet foregik i København, hvor 150.000 deltog. Det blev transmitteret direkte i radioen til de øvrige byer, hvor folk således kunne synge med. Skønsmæssigt deltog 720.000 på landsplan.

### Kongesangbogen
Kongesangbogen udkom for første gang i september 1940. Den var trykt i anledning af Christian X’s 70-års fødselsdag. Baggrunden for bogen var at bekræfte og styrke de nationale følelser samt båndet mellem befolkning og kongehus. Den var tiltænkt alsangen, blev husstandsomdelt og bestod hovedsageligt af de fædrelandssange, der fokuserede på naturbeskrivelser, demokrati, det danske sprog og folkesjælen. De mere krigeriske nationalsange blev fravalgt, bl.a. af hensyn til den tyske censur. 
I de efterfølgende år nåede sangbogen at udkomme i flere oplag og i op mod 2 millioner eksemplarer.